# Unió Cristiana (Països Baixos)
La Unió Cristiana (neerlandès ChristenUnie) és un partit polític neerlandès fundat el 2000 de la unió de la Unió Política Reformada (GPV) i de la Federació Política Reformada (RPF), quan les seves organitzacions juvenils es van fusionar, de manera que el 2001 formaren un grup parlamentari comú.

## Història
Es presentà a les eleccions legislatives neerlandeses de 2002 i va obtenir 4 escons liderat per Kars Veling. A les de 2003 en va perdre un i va perdre posicions davant la CDA. Va participar en la formació del govern segon de Balkenende, però fou vetat pel VVD i preferiren pactar amb D66. La fusió definitiva de les dues organitzacions es va produir el 2004.
A les eleccions de 2006 va doblar els escons i participà en el quart gabinet de Jan Peter Balkenende juntament amb el Partit del Treball (PvdA). El seu cap, André Rouvoet, fou ministres sense cartera per a família i joventut. Centre de polèmica pel seu cristianisme visió, el 2007 Yvette Lont, regidora a Amsterdam, expressà oposició a permetre que els homosexuals tinguessin representació al partit, i una altra regidora, Monique Henger, dimití en fer-se públic que era lesbiana i rebre crítiques de membres del partit. El govern va caure el febrer de 2010 quan el PvdA es va retirar de coalició de govern per la contribució dels soldats holandesos a la guerra de l'Afganistan. Les eleccions de 2010 les va vèncer el renovat Partit Popular per la Llibertat i la Democràcia (VVD) de Mark Rutte i la Unió Cristiana va tornar a l'oposició. El 29 d'abril de 2011, Rouvoet va fer pública la seva marxa del partit i del parlament. Va ser succeït per Arie Slob com a líder del partit.

## Ideologia
Es considera un partit socialcristià, amb les arrels ortodoxes dels partits protestants, tot barrejant punts de vista conservadors en ètica i política exterior (política basada directament en la Bíblia), i de centreesquerra pel que fa a economia, asil, seguretat social. Creuen que l'Estat és la Regidora de Déu. Tot i això, creu que s'ha de separar església i estat i garantir llibertat religiosa, l'estat només ha de garantir la moralitat religiosa.

## Resultats electorals

### Cambra de Representants
| Any  | Líder           | Vots    | %          | Escons  | +/– | Govern   |
| ---- | --------------- | ------- | ---------- | ------- | --- | -------- |
| 2002 | Kars Veling     | 240,953 | 2.54 (#8)  | 4 / 150 | 1   | Oposició |
| 2003 | André Rouvoet   | 204,649 | 2.12 (#8)  | 3 / 150 | 1   | Oposició |
| 2006 | André Rouvoet   | 390,969 | 3.97 (#6)  | 6 / 150 | 3   | Coalició |
| 2010 | André Rouvoet   | 305,094 | 3.24 (#8)  | 5 / 150 | 1   | Oposició |
| 2012 | Arie Slob       | 294,586 | 3.13 (#8)  | 5 / 150 | =   | Oposició |
| 2017 | Gert-Jan Segers | 356,271 | 3.39 (#8)  | 5 / 150 | =   | Coalició |
| 2021 | Gert-Jan Segers | 350,523 | 3.37 (#8)  | 5 / 150 | =   | Coalició |
| 2023 | Mirjam Bikker   | 212,455 | 2.04 (#13) | 3 / 150 | 2   | Oposició |

### Senat
| Any  | Vots | %    | Escons | +/– |
| ---- | ---- | ---- | ------ | --- |
| 1999 |      |      | 4 / 75 | 2   |
| 2003 |      |      | 2 / 75 | 2   |
| 2007 |      |      | 4 / 75 | 2   |
| 2011 |      |      | 2 / 75 | 2   |
| 2015 | 32   |      | 3 / 75 | 1   |
| 2019 | 33   | 5.03 | 4 / 75 | 1   |
| 2023 | 23   | 3.73 | 3 / 75 | 1   |

### Parlament Europeu
| Any  | Vots    | %    | Escons | +/– | Notes                                      |
| ---- | ------- | ---- | ------ | --- | ------------------------------------------ |
| 2004 | 279,880 | 5.87 | 2 / 27 | Nou | En coalició amb el Partit Polític Reformat |
| 2009 | 310,540 | 6.82 | 2 / 25 | =   | En coalició amb el Partit Polític Reformat |
| 2014 | 364,843 | 7.67 | 2 / 26 | =   | En coalició amb el Partit Polític Reformat |
| 2019 | 375,660 | 7.67 | 2 / 26 | =   | En coalició amb el Partit Polític Reformat |
| 2024 | 179,930 | 2.89 | 0 / 31 | 2   | En solitari                                |